# Mo Yan
Mo Yan (/moʊ jɛn/, 莫言S, Mò YánP), pseudonimo di Guan Moye, 管謨業T, 管谟业S, Guǎn MóyèP (Gaomi, 2 febbraio 1955), è uno scrittore e saggista cinese, autore del romanzo  Sorgo rosso, a cui il regista Zhang Yimou si è ispirato per girare l'omonimo film.
Nel 2005 ha vinto il premio per la letteratura internazionale Nonino. Nel 2012 Mo Yan è stato premiato con il premio Nobel per la letteratura.
Fondatore del movimento letterario «Ricerca delle radici», è considerato il più rilevante scrittore cinese contemporaneo. Dalla sua scrittura evocativa e potente emerge l’anima senza tempo della grande civiltà cinese, impregnata di poesia, di violenza, di sentimenti primigeni.

## Biografia
Mo Yan nacque nel 1955 a Gaomi, nella regione dello Shandong, in un villaggio di contadini che ricorre spesso come ambientazione nelle sue opere. L'avvento della Rivoluzione Culturale costrinse il giovane a lasciare la scuola a soli undici anni, per dedicarsi all'attività di pastore di bovini. Successivamente, all'età di diciotto anni, trovò impiego in una manifattura di cotone. Svolse questo lavoro fino al 1976, anno in cui, per sfuggire dalla vita contadina, si arruolò nell'Esercito di Liberazione Popolare.
Nelle sue prime attività di scrittura il giovane Mo racconta le esperienze dure e poco gratificanti che la vita militare imponeva. Tuttavia, grazie alla carriera nelle armi, ebbe l'opportunità di partecipare alla selezione per essere ammesso al dipartimento di letteratura dell'Accademia d'Arti dell'Esercito di Liberazione Popolare, in cui conseguì la laurea nel 1986. Durante questo periodo diede alla luce una delle sue opere più celebri, ovvero Sorgo Rosso (1986) che, grazie anche all'adattamento cinematografico ad opera di Zhang Yimou, gli conferì notorietà a livello internazionale. La pellicola basata sul romanzo di Mo Yan trionfò al Festival internazionale del cinema di Berlino aggiudicandosi l'ambito premio dell'Orso d'oro. Nel 1991 Mo Yan ottenne la laurea magistrale in letteratura presso la Beijing Normal University.

## Pseudonimo
Lo pseudonimo scelto da Guan Moye per la composizione delle sue opere è "Mo Yan". In una conferenza tenutasi nel 2009 all'Università dell'Oklahoma in occasione della consegna del Premio Newman per la letteratura cinese, Guan Moye spiegò che la necessità di trovare un alias era comune alle usanze degli scrittori dell'epoca; la sua scelta di "Mo Yan", che in cinese significa "non parlare", gli ricordava l'ammonimento spesso rivoltogli dai genitori durante l'infanzia, preoccupati che la sua eloquenza potesse metterlo in pericolo in un periodo, quello della Rivoluzione Culturale, in cui una parola fuori posto poteva costare la libertà e rovinare la vita di una persona.

## Carriera letteraria
La prima opera scritta dall'autore è Pioggia in una notte di primavera e risale al 1981.
L'opera che per prima conferì notorietà all'autore fu Sorgo Rosso, composta nel 1986. Essa racconta la storia d'amore tra il nonno del narratore, Yu Zhan'ao, e la sua amata, Dai Fengliang, e la partecipazione dei due alla resistenza all'occupazione giapponese. Yu Zhan'ao era un fuorilegge, mentre la donna proveniva da una ricca famiglia. Le vicende si svolgono nel villaggio di Gaomi e raccontano dell'eroica resistenza dei popolani nei confronti del violento oppressore nipponico. Le loro azioni però non vengono narrate sottolineando il loro eroismo, ma piuttosto mettendo in luce la miseria, la disperazione e la violenza che caratterizzavano le loro condizioni di vita. Una peculiarità dell'opera è sicuramente quella di raccontare le imprese del protagonista, un fuorilegge, mettendone in luce gli aspetti di illegalità, distaccandosi in questo modo dalla tradizione narrativa cinese che fino ad allora aveva descritto coloro che si opponevano all'invasione giapponese come eroi con solidi valori morali.
Il suo secondo romanzo, pubblicato nel 1988, e intitolato Le Canzoni dell'Aglio ed è ambientato negli anni Ottanta del Novecento nel villaggio immaginario di Tiantang (in cinese Paradiso). La voce narrante è quella del menestrello cieco Zhang Kou. Le vicende riportate nel racconto traggono spunto da un evento realmente accaduto nel villaggio di Cangshan, situato nella provincia dello Shandong, dove nel 1987 a causa di scelte sconsiderate da parte dei dirigenti locali del Partito, restò invenduta la produzione di aglio su cui la comunità basava il suo sostentamento, causando una rivolta. Il romanzo racconta la ribellione dei contadini che assaltano in massa la sede distrettuale, e la conseguente repressione che colpisce il villaggio e i suoi abitanti, da sempre vittime di fame, povertà, soprusi, violenze e prevaricazioni. Tra gli eventi narrati vi è la storia di Gao Yang, onesto contadino che viene imprigionato da ufficiali corrotti per aver manifestato il suo dissenso nei confronti delle autorità governative, e dell'amata Gao Ma, vittima di un matrimonio combinato, che si suiciderà dopo aver assistito alla morte del padre e all'imprigionamento della madre. A un anno dalla sua pubblicazione, l'opera venne censurata poiché, dopo gli avvenimenti di Piazza Tiananmen, il governo temeva che lo spirito antigovernativo in essa contenuto rappresentasse un pericolo per la grave situazione politica allora in corso.
Ne Il Paese dell'Alcol, composto tra il 1989 e il 1992, Mo Yan racconta le vicende dell'ispettore Ding Gouer chiamato ad indagare su un traffico di bambini, destinati a diventare ricercate pietanze per alcuni ristoranti della località di Jiuguo ("paese del vino"). La morale dell'ispettore si dissolve poco tempo dopo il suo arrivo al paese; invitato a partecipare ad un banchetto, perde il controllo ubriacandosi, consentendo a un ladro di derubarlo di tutti i suoi effetti personali. Una serie di vicende lo porterà a unirsi con una donna sposata e a ucciderla unitamente al suo amante. Il vino citato nel titolo è associato al concetto di intossicazione e di deviazione totale: a causa di esso e dei suoi effetti il protagonista esegue atti mai compiuti in precedenza e certamente non degni di un rispettabile ufficiale. Per sottolineare l'immoralità della società cinese, di cui l'ispettore è un esempio, Mo Yan usa il tema del cannibalismo, da alcuni letto come metafora dell'autodistruzione cinese: a Jiuguo non viene praticato per far fronte ad una carestia o per altre terribili necessità, ma viene messo in pratica esclusivamente come vezzo gastronomico. Per mettere in luce la perversione della situazione l'autore descrive le scene in cui gli ufficiali governativi si nutrono di bambini e anche il punto di vista dei genitori del villaggio che, con lo scopo di arricchirsi, fanno figli con il solo scopo di venderli alla scuola di cucina del paese.
Nel 1997 Mo Yan pubblica Grande seno, fianchi larghi, racconta la saga della famiglia Shangguan, dai tardi anni Trenta del Novecento, alla Rivoluzione culturale, fino al Grande balzo in avanti. Una delle capostipiti è Shangguan Lü, una donna che, pur di garantire la discendenza al marito affetto da sterilità, concepisce nove figli con sette uomini diversi con l'obiettivo di partorire un maschio, permettendole così di portare a termine l'incarico che la società cinese dell'epoca conferiva a tutte le donne: dare un seguito alla discendenza. Dopo essersi unita ad un missionario svedese che viveva nello stesso villaggio e aver partorito un maschio, la donna è costretta a farsi carico del sostentamento della famiglia, essendo scomparsi tutti gli uomini del nucleo originario, uccisi dagli invasori giapponesi. Le speranze riposte nell'unico figlio maschio si riveleranno del tutto vane: debole e incapace di staccarsi dalla madre, dalla quale verrà allattato fino all'età di otto anni, Jintong maturerà una vera e propria ossessione per il seno materno. Instabile mentalmente, nel corso della vita passerà da un lavoro all'altro, e diventerà facile preda di diverse figure femminili. Incapace di stringere relazioni con l'altro sesso, finirà con l'essere accusato di necrofilia. I personaggi maschili, la loro debolezza o inadeguatezza sono una tematica centrale del racconto; l'autore arriva a burlarsi di loro in più occasioni, mettendoli al centro di situazioni comiche.  La debolezza del figlio maschio che fatica a crescere e a trovare una propria identità, è una metafora del processo di decadenza e di oscillazione fra conservazione e riforme attraversato dalla società cinese contemporanea.
Nel 2006 Mo Yan pubblica Le sei reincarnazioni di Ximen Nao. Il racconto fornisce una visione della Cina tra il 1950 e il 2000 attraverso gli occhi di sei personaggi differenti, le sei reincarnazioni (asino, bue, maiale, cane, scimmia, bambino) a cui il protagonista, Ximen Nao, fu costretto prima di ottenere la salvezza della propria anima. Importante caratteristica dell'opera è la presenza di tre narratori distinti che forniscono opinioni diverse sui fatti che si susseguono. Il primo narratore è il bambino in cui Ximen Nao si reincarna. Egli porta con sé il bagaglio delle esperienze delle cinque precedenti reincarnazioni e racconta i fatti anche dal punto di vista di queste. Il secondo narratore è Lan Jiefang, un cittadino qualsiasi il cui pensiero e la cui comprensione dei fatti non va oltre la sua prospettiva limitata. Infine, il terzo narratore è chiamato Mo Yan ed appare in maniera più marginale rispetto agli altri due. I suoi interventi sono caratterizzati da una vena umoristica e paradossale. L'opera Le sei reincarnazioni di Ximen Nao venne composta in soli quarantadue giorni e fu scritta interamente a mano. L'autore spiegò questa scelta sia con ragioni artistiche, dichiarando che l'abbandono dell'uso del sistema di inserimento informatizzato del pinyin gli aveva consentito una maggiore scelta lessicale, sia con ragioni economiche, affermando di aver calcolato che i manoscritti originali, destinati alla figlia, in futuro avrebbero consentito a quest'ultima un guadagno maggiore di una copia stampata.
Nel 2009 pubblica il romanzo Le rane ottenendo il prestigioso Premio Letterario Mao Dun due anni dopo.
Nel 2020, dopo otto anni dall'assegnazione del Premio Nobel per la Letteratura (2012), pubblica la raccolta di racconti Maturare tardi.

## Influenze e Stile
Dalle opere di Mo Yan traspare l'influenza di Faulkner e García Márquez è visibile in diversi aspetti: la presenza di soggetti come la terra, il popolo, le tradizioni, la storia, i miti e il folklore, comune a questi scrittori; l'uso di narratori multipli, come nel caso de Le sei reincarnazioni di Ximen Nao in cui compaiono tre narratori diversi che esprimono opinioni differenti sui fatti accaduti, scelta che, secondo l'autore, avrebbe il pregio di fornire al lettore una visione più completa dei fatti. Altre caratteristiche che lo avvicinano ai due premi Nobel occidentali sono il ricorso a un'ambientazione definita e circoscritta, un piccolo "mondo" e una piccola comunità, quella di Gaomi, che fa da specchio alla società a lui contemporanea, e il modo con cui utilizza il tempo nei suoi racconti: spesso passato e presente si intersecano in modo imprescindibile, con il fine di evidenziare come per comprendere le situazioni del presente e del futuro sia indispensabile una piena comprensione degli avvenimenti del passato.
Nelle opere di Mo Yan è presente una vena umoristica; i personaggi, funzionari d'alto rango o persone comuni che siano, sono spesso ritratti in situazioni comiche e surreali. Egli inoltre stravolge i ruoli che nella tradizione classica cinese venivano assegnati ai personaggi. In Grande seno, fianchi larghi, ad esempio, le figure maschili, solitamente intrise di valore e caricate della responsabilità di perpetuare la dinastia, vengono descritte mettendo in luce la loro fragilità ed inadeguatezza. Sono le figure femminili le protagoniste della vicenda, la cui forza viene sottolineata lungo tutto il racconto.

## Premio Nobel
Nell'ottobre del 2012 Mo Yan ha ricevuto a Stoccolma il Premio Nobel per la letteratura, specificando che la sua opera "con un realismo allucinatorio unisce racconti popolari, storia e contemporaneità". Anche se fu il secondo cittadino cinese a ricevere il Nobel, il governo di Pechino lo considera il primo, in quanto lo scrittore Gao Xingjian che ricevette tale premio nel 2000, essendo avverso al Partito Comunista Cinese dovette emigrare in Francia e quando venne insignito con il prestigioso riconoscimento aveva già ottenuto la cittadinanza francese.

## Critiche
In seguito alla vincita del Nobel, Mo Yan, oltre a molti elogi dal mondo della letteratura, ricevette anche svariate critiche. Ancora prima di ricevere il premio, venne attaccato per la sua vicinanza al Partito Comunista Cinese, e per la sua carica di vice-presidente dell'associazione degli scrittori cinesi, fortemente sostenuta dal governo.. Nel 2009 Mo Yan abbandonò la Fiera del Libro di Francoforte poiché tra i partecipanti vi erano alcuni scrittori cinesi dissidenti. Ulteriori critiche gli vennero rivolte nel 2011 a seguito della sua partecipazione ad una cerimonia in memoria di Mao Zedong.
Quando Mo Yan vinse il Nobel, l'artista Ai Weiwei affermò di non condividere la nomina da parte dell'Istituto svedese, e affermò che Mo Yan avrebbe dovuto esprimere solidarietà nei confronti dei colleghi perseguitati per la censura e l'ostracismo del governo, in particolare per Liu Xiaobo, dissidente politico in fuga da Pechino e Nobel per la pace nel 2010.
La vicinanza alla leadership politica cinese da parte dello scrittore venne da lui stesso ribadita nel 2015, quando in un'intervista al quotidiano britannico The Telegraph affermò che il presidente Xi Jinping aveva a cuore il benessere dei cinesi, più di ogni altro leader mondiale. Nella stessa intervista utilizzò parole di lode nei confronti del Partito Comunista Cinese e manifestò un forte apprezzamento per le politiche di anti-corruzione messe in pratica dal capo di Stato cinese.

## Opere

### Romanzi
- 1986.《红高粱家族》 Honggaoliang jiazu

Sorgo Rosso, trad. di Rosa Lombardi, Roma-Napoli, Theoria, 1994, ISBN 88-241-0390-1; Torino, Einaudi, 1997-2023.
- 1988.《天堂蒜薹之歌》Tiantang suantai zhi ge

Le Canzoni dell'Aglio, Torino, Einaudi, 2014, ISBN 978-88-06-21854-6.
- 1989.《十三步》Shisan bu, Thirteen Steps

I tredici passi, traduzione di Maria Rita Masci, Torino, Einaudi, 2019, ISBN 978-88-06-21855-3.
- 1993.《食草家族》Shicao jiazu, The Herbivorous Family (Il clan dei mangiatori d'erba)
- 1992.《酒国》Jiuguo

Il Paese dell'Alcol, traduzione di Silvia Calamandrei, Torino, Einaudi, 2015, ISBN 978-88-06-15515-5.
- 1995.《丰乳肥臀》 Fengru feitun

Grande seno, fianchi larghi, traduzione di Giorgio Trentin, Torino, Einaudi, 2006, ISBN 978-88-06-18298-4.
- 1999.《红树林》Hong shulin, Red Grove (Foresta rossa)
- 2001. 《檀香刑》Tanxiang xing

Il supplizio del legno di sandalo, traduzione di Patrizia Liberati, Torino, Einaudi, 2001, ISBN 88-06-17614-5.
- 2003. 四十一炮》Sishiyi pao

I quarantuno colpi, traduzione di Patrizia Liberati, Torino, Einaudi, 2017, ISBN 978-88-06-21856-0.
- 2006.《生死疲劳》Shengsi pilao

Le Sei Reincarnazioni di Ximen Nao, traduzione di Patrizia Liberati, Torino, Einaudi, 2009.
- 2009.《蛙》Wa

Le Rane, traduzione di Patrizia Liberati, Torino, Einaudi, 2013, ISBN 978-88-06-20568-3.

### Racconti e novelle
- L'uomo che allevava i gatti e altri racconti (《白狗秋千架》- Bai gou qiu qian jia, 30 racconti, 1981-1989), Torino, Einaudi, 1997, ISBN 88-06-14046-9.
- 《与大师约会》- Yu da shi yue hui (45 racconti, 1990–2005), 2009
- 《怀抱鲜花的女人》- Huai bao xian hua de nü ren (8 novelle), 2012
- 《师傅越来越幽默》- Shi fu yue lai yue you mo, 2000: 9 novelle, una delle quali è tradotta in italiano come libro autonomo
  - Cambiamenti, traduzione di Patrizia Liberati, Roma, Nottetempo, 2011, ISBN 978-88-7452-328-3.
- 《欢乐》- Huan le, 2002 (8 racconti)
- Maturare tardi (《晚熟的人》, 2020), trad. di Patrizia Liberati e Maria Rita Masci, a cura di M.R. Masci, Collana Supercoralli, Torino, Einaudi, 2024, ISBN 978-88-062-5872-6. (12 novelle e racconti)

### Altro
- 2012.《我们的荆轲》Wo men de Jing Ke, Il nostro Jing Ke
- 2012.《碎语文学》Sui yu wenxue, Filosofia Rotta
- 2012.《用耳朵阅读》Yong er dou yue du, Orecchi per leggere
- 2013.《盛典:诺奖之行》Sheng dian: Nuo jiang zhi xing, Cerimonia Grande
- 2013 《会唱歌的墙》Hui chang ge de qiang, Il muro può cantare (saggi, 1981–2011)